# Калмыков, Порфирий Евдокимович
Порфирий Евдокимович Калмыков (1901—1971) — советский учёный-медик, военный гигиенист, организатор здравоохранения и медицинской науки, доктор медицинских наук (1940), профессор (1940), генерал-майор медицинской службы.

## Биография
Родился 11 марта 1901 года в разъезде Шнаево, Пензенской губернии в семье железнодорожников.
С 1925 по 1930 годы проходил обучение в Военно-медицинской академии имени С. М. Кирова, которую окончил с отличием. С 1930 по 1931 год служил военным медиком в частях полкового звена Белорусского военного округа. С 1931 по 1934 год проходил обучение в адъюнктуре на кафедре военной гигиены  ВМА имени С. М. Кирова. С 1934 по 1940 год на научно-исследовательской работе в ряде военно-медицинских научно-исследовательских институтов.
С 1940 по 1945 год на педагогической работе на Военном факультете 2-го Московского государственного медицинского института — профессор и начальник кафедры гигиены. С 1945 по 1971 год на научно-педагогической деятельности по кафедре общей и военной гигиены Военно-медицинской академии имени С. М. Кирова в должностях: с 1945 по 1966 год — заведующий кафедрой военной гигиены (с 1956 года — кафедры общей и военной гигиены). С 1965 по 1971 год — профессор-консультант Учёного совета ВМА имени С. М. Кирова.

### Достижения в области военной гигиены
Основная научно-педагогическая деятельность П. Е. Калмыкова была связана с вопросами в области военной и общей гигиены, гигиеническим проблемам одежды и теплообмена человека с внешней средой, а так же в области гигиены питания, в том числе с решением проблемы низкоэнергетического и парентерального питания. 
П. Е. Калмыковым был инициатором создания метода в области исследования тканей одежды и её комплектов на моделированных приборах и людях, получившие широкое практическое применение. С 1948 по 1952 год под руководством П. Е. Калмыкова проводились масштабные комплексные исследования условий труда и быта, состояния здоровья военнослужащих в мотострелковых, горных и танковых войсках, ставших основой в области проблемы обитаемости. 
В 1934 году П. Е. Калмыков защитил диссертацию на соискание учёной степени кандидат медицинских наук по теме: «Военная гигиена», в 1940 году — доктор медицинских наук по теме: «Теплая одежда войск (гигиеническое исследование и рационализация)». В 1940 году П. Е. Калмыкову было присвоено учёное звание профессора. П. Е. Калмыков являлся автором более стотридцати научных работ, в том числе одиннадцати монографий и учебников, среди которых «Гигиена питания войск: Руководство для слушателей и военных врачей» (Л., 1952), «Лабораторно-гигиенический контроль за
водоснабжением, питанием и жилищем войск» (Л., 1953), «Учебник по общей и военной гигиене» и «Методы гигиенических исследований одежды» (Л., I960). Под руководством П. Е. Калмыкова были подготовлены семнадцать докторских и кандидатских диссертаций.
Скончался 20 декабря 1971 года в Ленинграде, похоронен на Богословском кладбище.

## Награды
- Орден Ленина (21.02.1945)
- Орден Красного Знамени (03.11.1944, 20.06.1949)
- Орден Красной Звезды (11.07.1945)
- Медаль «За победу над Германией в Великой Отечественной войне 1941—1945 гг.» (09.05.1945)[6]